# 極權主義
極權主義，為政治學術語，描述對社會有著絕對威權并全然謀求控制公眾與私人生活之國家政治制度。奉行该思想之国称为極權國家（totalitarian state）。
该概念在形成之初多含褒义，由威瑪德國法學家、納粹學者卡爾·施米特與一些意大利法西斯主義者在1920年代提出。施米特在其有關全能（all-powerful，即統治一切）政府之合法性的、具有相當影響力的作品中使用「Totalstaat」一詞。通常被用以強調納粹德國、法西斯主義國家、蘇聯、文革时期的中国、北朝鲜之間的相似性。
右翼運動組織经常會被定性為極權主義。例如歷史上一名為西班牙右翼自治聯盟的保守主義運動領袖，就曾宣告其目的為「為西班牙帶來真正的統一、全新的靈魂、極權的政體」，且稱「民主不是終結，而是一個新的國家征戰四方的手段。當時機來臨，要麼國會屈服，要麼我們將消滅國會。」

## 名稱來源

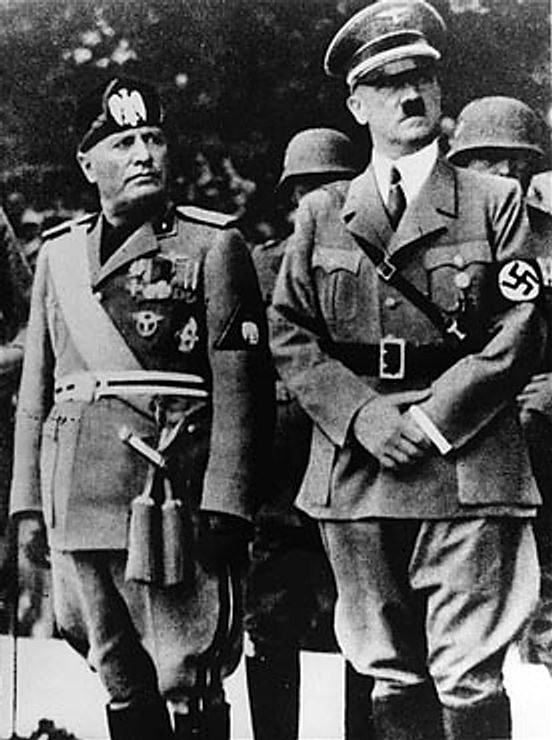
墨索里尼與希特勒，攝於1937年。

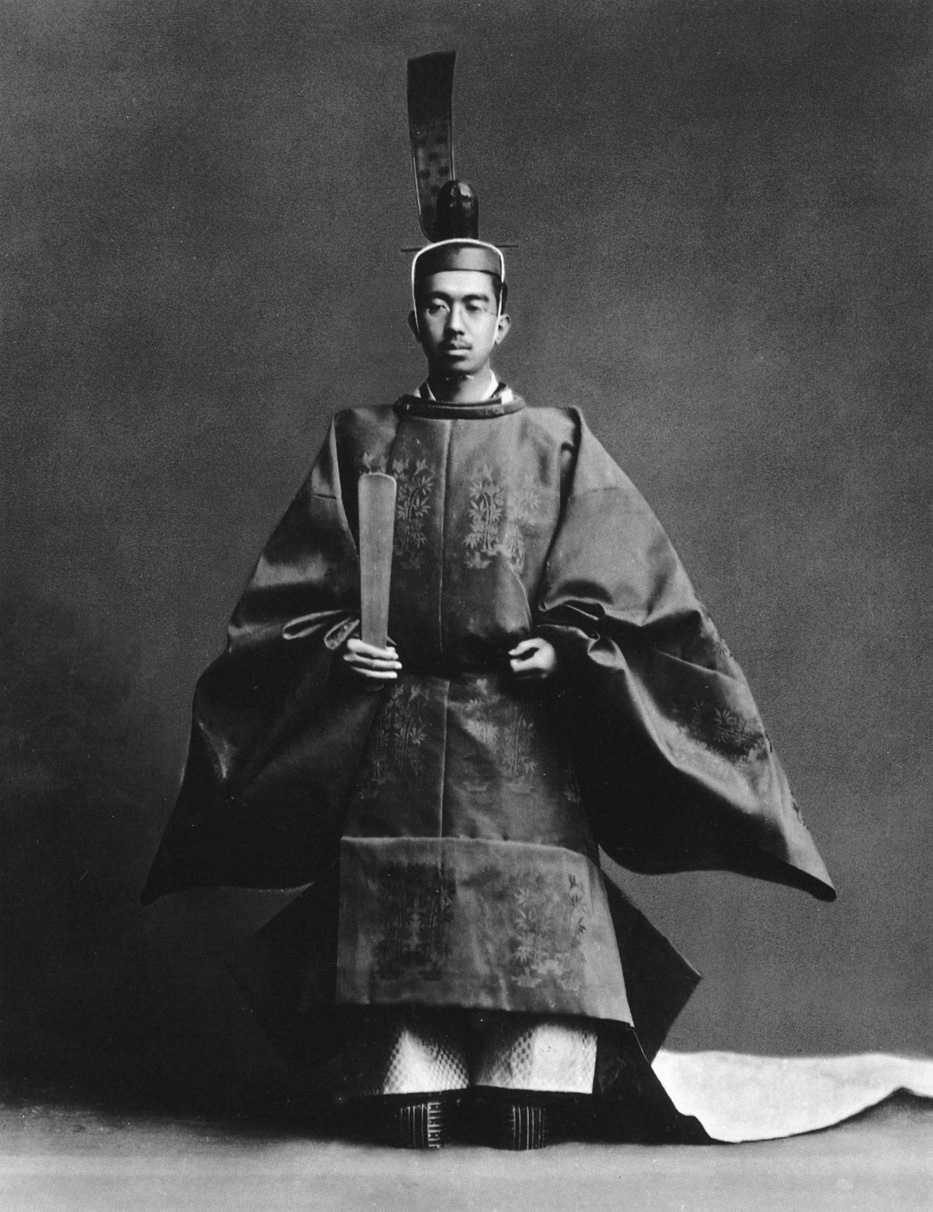
昭和天皇，攝於1928年。

1923年，反法西斯記者、政治家喬瓦尼·阿門多拉首次提出并闡述將極權主義之概念理解，為一個國家的絕對政權。阿門多拉將義大利法西斯主義描述爲本質上有別於傳統獨裁的體制。後來這一術語在義大利著名哲學家、主要法西斯理論家喬瓦尼·秦梯利的作品中被賦予正面的含義。秦梯利用「totalitario」一詞指出能夠「絕對代表民族并指引全民方向」的新型國家之結構與目標。他將極權主義描述成一個社會，在此之中，國家意識形態能夠影響或通過權力控制多數公民。
本尼托·墨索里尼認為，該體制可以將所有精神與人性的產物政治化：「國家掌控一切，沒有例外，一切不得反抗國家」。他宣稱「我們必須一勞永逸地完成棋子的中立性。我們必須永遠譴責『為棋子的安危而走棋』的準則——這就像『爲了藝術本身而藝術』。我們必須組織棋手的突擊隊，並立刻開始為實現五年計劃而走棋。」

## 早期概念與使用
奧地利作家弗朗茨·波克诺，是最早在英文中使用「極權主義」一詞的人之一。他在《共產國際》（1938年）一書中評論稱，極權主義之概念能夠將蘇聯與德國的獨裁歸為一類，而非使兩者分開。大韓民國首任總統李承晚在其《日本內外》（Japan Inside Out）（1941年）一書中，用「極權主義」一詞給日本在亞洲各國實施的統治歸類，後者的統治手腕與奉行「個人比社會本身更加重要」之理念的民主世界相抵觸。伊莎貝爾·帕特森在《機器之神》（1943年）一書中同樣使用這一詞彙來描述蘇聯與納粹德國的聯繫。
奧地利出生的英國經濟學家、政治哲學家弗里德里希·哈耶克在其有關為經濟競爭作出辯護的經典著作《通往奴役之路》（1944年）中延伸并發展了極權主義概念。在該書的前言里，哈耶克對西方盎格魯價值觀與阿道夫·希特勒統治的納粹德國作出了對比，稱「德國國家社會主義者的『左』、『右』之爭是社會主義者各派系間必然會出現的衝突」。而後他將德意志、義大利與俄羅斯相提並論，表示「這些國家在極權主義體系崛起之前的歷史顯示，只有極少數極權的特徵我們並不熟悉」（第一章：拋棄之路）。
1945年，在《蘇聯對西方世界之影響》（The Soviet Impact on the Western World）系列講座（後來於1946年被編撰成書）中，英國親蘇聯歷史學家愛德華·霍列特·卡爾主張，「拋棄個人主義、投奔極權主義的潮流在（世界上）任何地方都毫無過錯」，且蘇聯工業的發展與紅軍在擊退德國的戰役中所扮演的角色足以證明，馬克思列寧主義是極權主義中最為成功者。卡爾認為，只有「盲目且無可救藥者」才會忽視邁向極權的潮流。
在《開放的社會及其敵人》（1945年）與《歷史主義的貧窮》（1957年）兩部書中，奧地利裔英國哲學家卡爾·波普爾針對極權主義表達了具有影響力的評價。他對比了自由民主制的「開放社會」與極權主義，稱後者扎根於堅信歷史在可知的法則之下，向著不可改變的未來進發。
德裔美國政治理論家漢娜·阿倫特在《極權主義的起源》中論述道，納粹與共產主義政權皆是新型的政府形式，且並不僅僅是原有暴政的演化版本。根據阿倫特的說法，極權政體之廣泛吸引力源於其意識形態，此種意識形態為過去、現在與將來的不解之謎帶來了令人寬慰且單一的答案。對納粹主義而言，所有歷史都是種族鬥爭的歷史；對共產主義而言，所有歷史都是階級鬥爭的歷史。一旦這種前提被認可，國家的所有行為都可以被訴諸自然或歷史法則的說法正當化，繼而將威權國家的結構正當化。
除以上提及的人物外，許多有著不同學術背景與思想陣營的學者都曾細緻研究過極權主義。在這一課題中，最為著名的評論家有雷蒙·阿隆、勞倫斯·阿若恩森、卡尔·迪特里希·布拉赫、兹比格涅夫·布热津斯基、羅伯特·康奎斯特、卡尔·约阿希姆·弗里德里希、埃克哈德·傑西、利奧波德·拉培兹、沃尔特·拉克、克洛德·勒福特、胡安·林兹、理查德·洛文塔爾、理查德·派普斯、列昂纳德·夏皮罗與亚当·乌拉姆等。這些人在描述極權主義時都有著些微不同。然而他們一致同意：極權主義尋求的是動員所有公民去支持官方的國家意識形態，不能容忍偏離國家目標的活動，同時對企業、工會、教堂或政黨實施壓制與國家監督。

## 威權與極權政體之間的區別
術語「威權政體」通常用以指代集大權于一身的個人獨裁者、委員會、軍事執政團或其它政治精英構成的小團體統治下的國家。然而，極權政體會嘗試在實質上全面控制社會，包括經濟、教育、藝術、科學、私人生活與公民道德。「官方宣告的意識形態滲透進社會結構的最深處，極權政府尋求完全控制公民的思想與行為」。
極權主義是威權主義的極端表現形式。威權主義與極權主義最主要的不同點在於，前者的社會與經濟制度並不在政府的控制之下。在耶魯大學科學家胡安·林茲的著作之基礎上，科羅拉多大學科羅拉多斯普林斯分校的保羅·C·桑德拉研究了威權主義與極權主義獨裁者的特徵，并根據這些特徵整理出了如下表格：
|                             | 極權主義         | 威權主義 |
| --------------------------- | ---------------- | -------- |
| 領袖魅力                    | 高               | 低       |
| 角色概念（Role conception） | 作为功能型的存在 | 作为个人 |
| 權力的目标（Ends of power） | 公眾             | 個人     |
| 政治腐敗                    | 低               | 高       |
| 官方意識形態                | 有               | 無       |
| 允许一定程度的多元化        | 否               | 是       |
| 合法與正當性                | 相对较高         | 相对较低 |

桑德拉論述稱，儘管威權主義與極權主義均屬於獨裁的形式，它們之間仍有如下的「關鍵性叉狀分歧」：

1. 與溫和且一般來說不甚流行的威權主義不同，極權獨裁者會通過有意識地操控先知形象，從而為其追隨者們塑造出一個具有超凡魅力的個人崇拜榜樣與有著廣大群眾基礎的假民主制度下的相互依賴狀態。
2. 伴生角色的概念亦將極權與威權區分開來。威權主義者將他們自身視作個體，通過控制權力來獲得滿足感，且時常維持現狀。而極權式的自我認知觀念在更大程度上是目的性的。僭主（暴君）更像是引領與重塑宇宙過程中的一個不可或缺的功能型存在，而非個人。
3. 所以，威權主義者中為個人膨脹而利用權力的行為比在極權主義者中要更為顯著。一旦失去意識形態的捆綁性吸引力，威權主義者只能通過灌輸恐懼、向忠實的合作者給予獎勵和生成竊盜統治這般的混合手法來維繫其統治。

因此，與極權體制相比，威權體制可能為私人領域（與之相對應的是公共領域）留下了大量的活動空間，缺少具有指引性的意識形態與動員全部公民追求國家目標的能力，容忍一些社會組織中的文化多元性，並在相對可以預測的界限內運用權力。

## 冷戰時期的研究

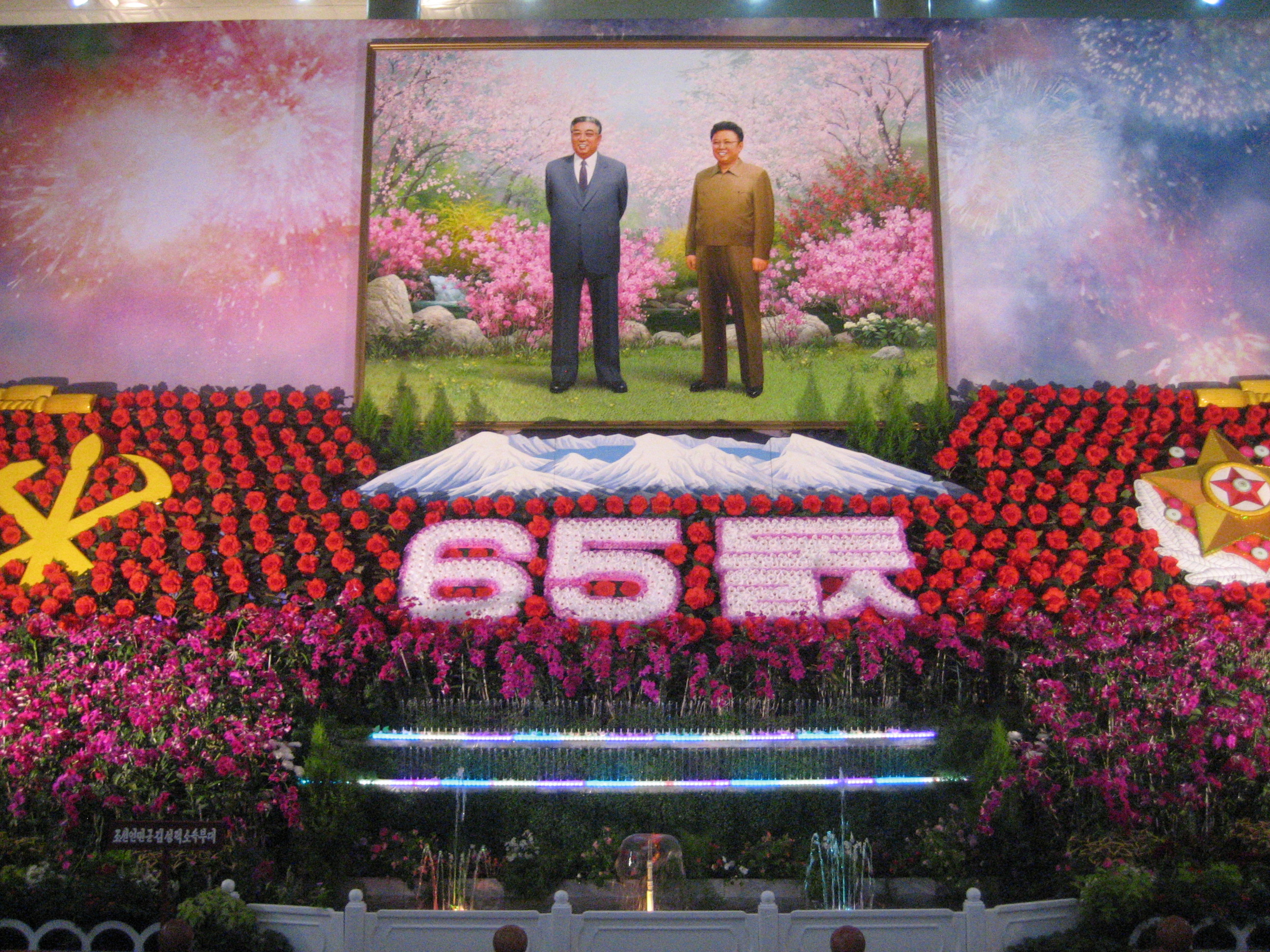
北韓領導人金日成和金正日父子

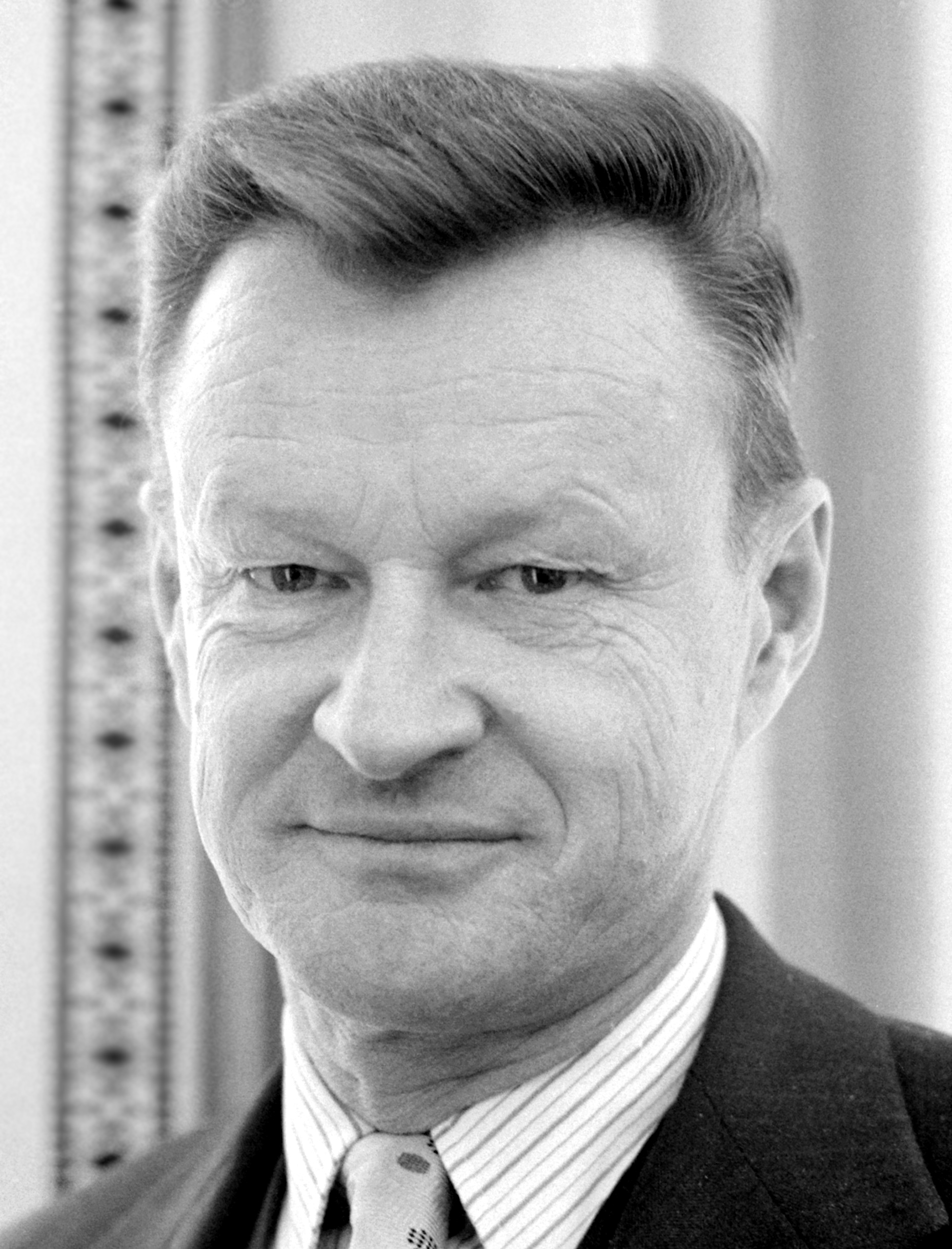
包括兹比格涅夫·布热津斯基在內的許多思想家都曾主張，納粹與蘇聯政權同屬極權主義。

在大學的社科與專業研究領域中，政治科學家卡尔·约阿希姆·弗里德里希與兹比格涅夫·布热津斯基在擴展術語「極權主義」的應用面以及將其重新描述成蘇聯與法西斯主義政體之範例方面發揮了重要作用。弗里德里希與布热津斯基認為，極權體制有著以下六個相互支撐與定義的特徵：

1. 詳盡地制定指引性的意識形態；
2. 一黨制國家，通常由獨裁者領導；
3. 通過暴力與秘密警察等工具實施國家恐怖主義；
4. 壟斷武器；
5. 壟斷通訊手段；
6. 通過國家計劃實現中央制定的方向并控制經濟。

德國、意大利與蘇聯的極權政體都在一戰後誕生，當時的混亂狀態有利於極權運動奪權。同時，現代的先進武器與通訊方式使它們有效地建立了「極權獨裁政體」（totalitarian dictatorship）——這一說法由弗里德里希和布热津斯基所創。
主要研究納粹的德國歷史學家卡尔·迪特里希·布拉赫認為，以上兩人演進的「極權類型學」（totalitarian typology）過度僵硬刻板，且未能考慮到極權主義核心之處的「革命動態」（revolutionary dynamic）狀況，而這正是布拉赫的提出的重點。
布拉赫主張，極權的本質在於要徹底控制並重塑社會的方方面面，其中涉及到無所不包的意識形態、威權領導層的價值、國家和社會之同一性的藉口，正是這些令極權對政治的「封閉」理解與民主對政治的「開放」理解兩者區分開來。與弗里德里希-布热津斯基式的釋義不同，布拉赫的觀點在於：極權政體並不需要單一領袖。相反，它可以通過集體領導發揮作用。這一說法得到了美國歷史學家沃爾特·拉克的認可，後者稱這看起來比弗里德里希和布热津斯基的詮釋更加貼近現實。
美國作家艾力·賀佛爾在其著作《狂熱份子》中作出了如下論述：諸如共產主義、法西斯主義與納粹主義這類的群眾運動有相同的特徵：它們都會將西方民主國家及其價值觀描述成是頹廢的，認為其民眾太過軟弱、太注重享樂、太過自私，而根本不能為更遠大高尚的目標而犧牲，這恰恰意味著他們在道德與生理上的雙重腐朽。賀佛爾繼而稱，此類運動為遭到挫敗的人們帶來了對光輝未來的展望，使他們作為個人存在而缺乏成就感時，能夠找到避難所。接著，這些個人被同化為緊密集合體，「脫離現實而在螢幕上證明事實」的模式由此形成。

## 批評與最近有關極權主義概念的作品

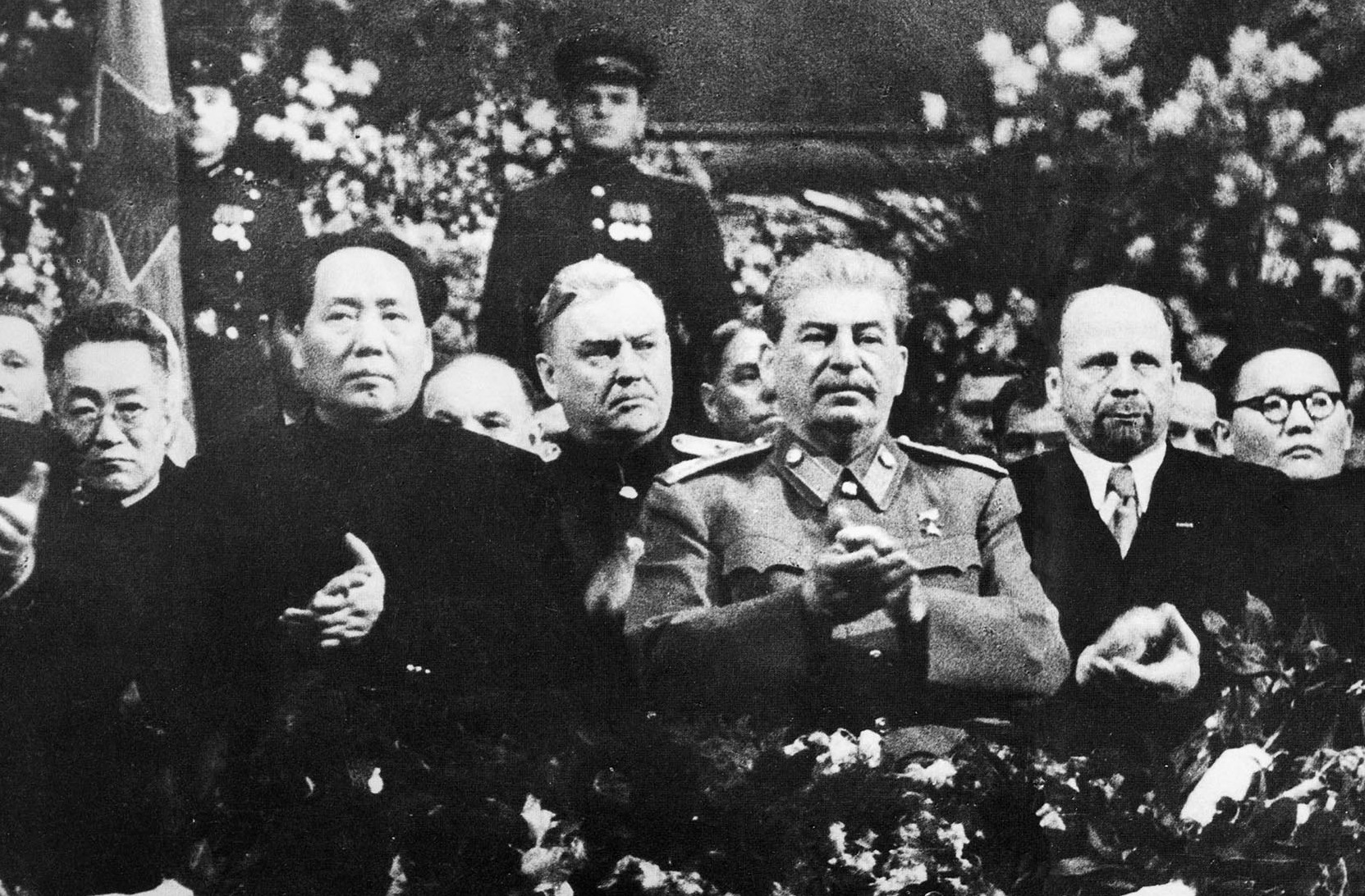
毛泽东和斯大林、烏布利希、泽登巴尔，攝於1949年10月。

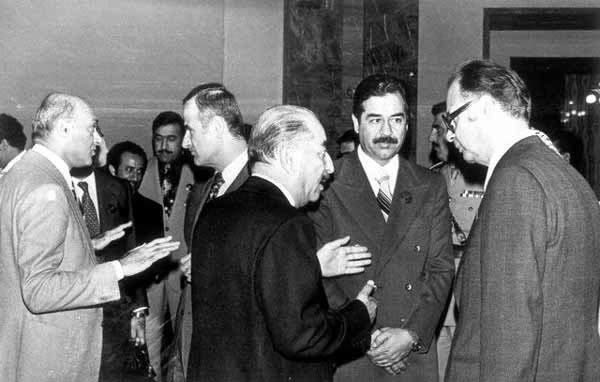
1978年巴格達阿拉伯峰會上的兩個復興黨領袖，薩達姆·侯賽因與哈菲茲·阿薩德。

一些社會科學家曾批評弗里德里希和布热津斯基的態度，稱蘇聯體制無論是作為政治抑或社會實體，應該就其利益集團、精英競爭甚至是社會階級（比如將職官名錄制度這一概念作為新階級的工具）再深入瞭解。這些批評家的存在，足以證明各部門與地區當局中的極權政體至少在政策實施上得到了大眾支持與廣泛的權力分佈。對於多元主義論的支持者而言，這是一個政權去適應接納新需求之能力的證明。而極權模式擁護者認為，除了適應能力不佳外，此種體制未能倖存后的失敗也只是證明了其本應發生的群眾參與拘泥于形式。
納粹時期，諸如馬丁·布若扎特、漢斯·莫姆森與伊恩·克肖這樣，傾向於以功能主義詮釋第三帝國的史學家，通常對極權主義持敵對或者冷淡態度。他們認為納粹政權組織混亂，不能被歸類於極權主義。
在蘇聯歷史研究的領域，極權主義遭到了以美國左翼史學家為主的修正主義學派批評，這些學者中最為著名的，包括希拉·菲茨帕特里克、傑瑞·F·霍夫、威廉·麥卡格、羅伯特·W·瑟斯頓與約翰·阿奇·蓋蒂。雖然這些修正主義者個人的詮釋不盡相同，但他們都聲稱約瑟夫·史達林統治下的蘇聯有著根深蒂固的軟弱特徵。其能夠製造的恐怖程度被過分誇大，且即便這種被誇大的恐怖成為事實，也只能證明蘇聯的弱點而非優點。
前文所提及的學者菲茨帕特裡克的觀點是：自從蘇聯的政治恐怖被擴大但社會流動性增加，使之遠離恐怖統治的狀態，大多數蘇聯國民爲了過上更好的生活而選擇支持史達林的肅反運動。
沃爾特·拉克在1987年的作品中評論道，蘇聯歷史領域中的修正主義者存在過錯，因為他們將「流行」與「道德」混淆，並對「將蘇聯歸類於極權政體」這一理論進行了非常尷尬且不具說服力的論述。拉克認為修正主義者在蘇聯史方面的論據與史學家、哲學家恩斯特·諾爾特對德國史的觀點高度相似。他亦主張，「現代化」（modernization）這樣的概念並不是用以詮釋蘇聯史的合適工具（儘管極權主義概念也不是）。
法國史學家弗朗索瓦·福雷曾嘗試用「極權雙生子」這一術語，將史達林主義與納粹主義聯繫起來。

## 建築學中的極權主義
極權國家非政治的文化與藝術主題也時常列入極權主義範疇。比如英國作家、內科醫生、政治評論家西奧多·達爾林普爾曾在紐約《城市雜誌》上刊文稱，粗野主義的建築物是極權主義的表現形式，其龐大的混凝土結構設計具有毀滅溫和且更人性化的地方（如庭園）之傾向。
在《一九八四》中，作家喬治·奧威爾將真理部描述成「由白色混凝土構成、數不勝數的階梯環繞著的三百米高巨大金字塔形建築」；《泰晤士報》專欄作家本·麥金泰爾則稱這是「具有先見之明的描述，極權的建築模式將很快流行於共產主義集團」。
另一個建築中的極權主義範例是圓形監獄——英國哲學家、社會理論家傑里米·邊沁在18世紀晚期設計的一種建築物。其設計概念在於，允許一名警衛看守監獄內的所有囚犯，但由於圓形監獄的特殊結構，囚犯卻無法確認他們是否在被監視當中。法國哲學家米歇爾·福柯在《規訓與懲罰》（1975年）中援引了圓形監獄的理論，認為這象徵著規訓社會（disciplinary societies）及其無處不在的監視與標準化傾向。

### 部份以極權主義為主題的文学作品
- 扎米亚京：《我们》
- 乔治·奥威尔：《动物农庄》、《一九八四》
- 奥尔德斯·赫胥黎：《美丽新世界》
- 马里奥·巴尔加斯·略萨：《大教堂里的对话（英语：Conversation in the Cathedral）》
- 赫伯特·馬爾庫塞：《单向度的人》
- 米兰·昆德拉:《玩笑》
- 密洛凡·德熱拉斯：《新阶级：對共產主義制度的分析》
- 艾倫·摩爾：《V怪客》

### 和极权主义有关的艺术形式
- 極權主義藝術（芬蘭語：Totalitaristinen taide）
- 朝鲜革命歌剧
- 颓废音乐

## 延伸閱讀
- 漢娜·阿倫特，《極權主義的起源》，1958年及1966年新版

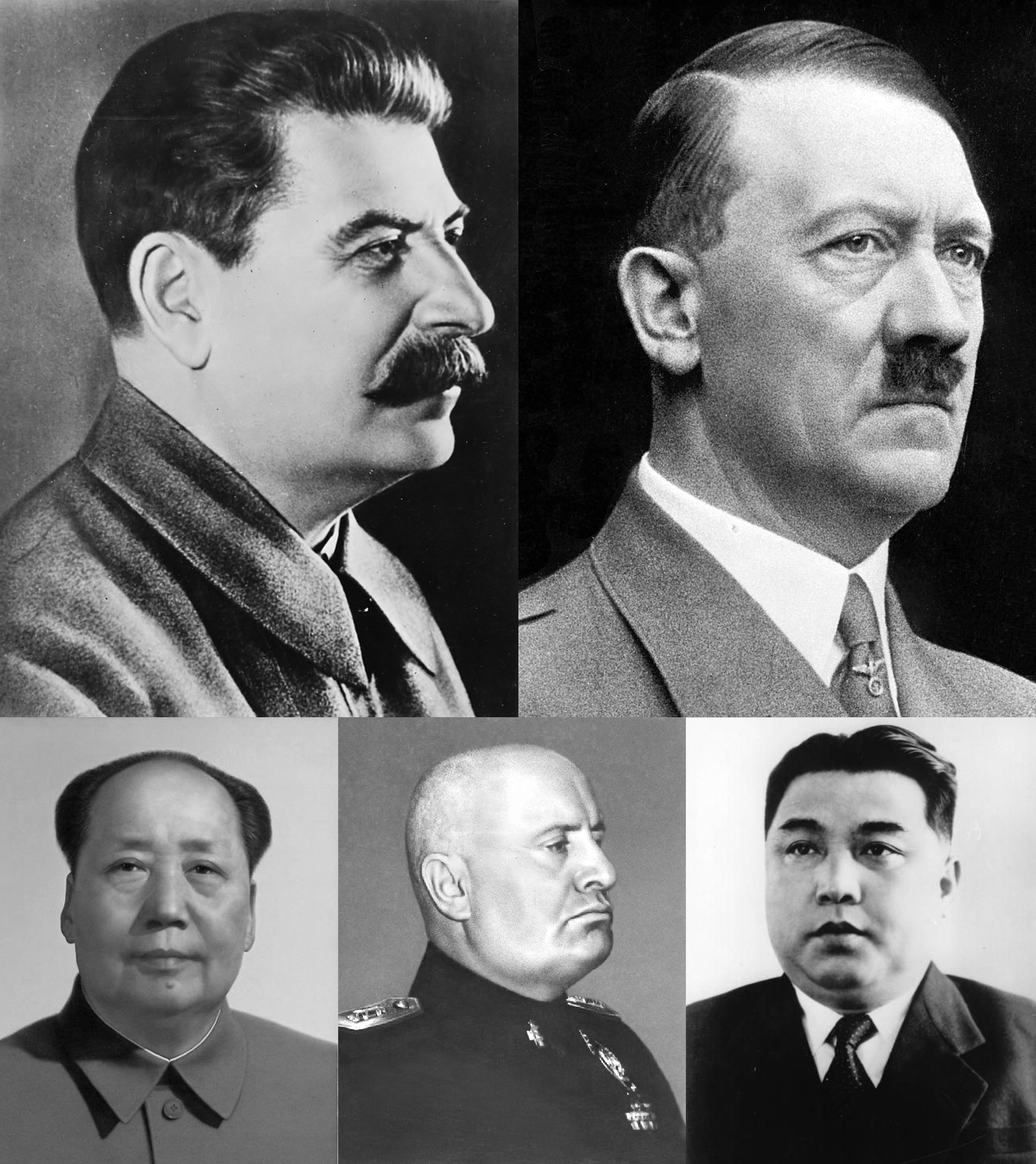
极权国家領導人群像：（上排由左而右）约瑟夫·斯大林、阿道夫·希特勒；（下排由左而右）毛泽东、贝尼托·墨索里尼、金日成。

- 約翰·A·阿姆斯特朗（John A. Armstrong），《極權政治學》（The Politics of Totalitarianism），紐約蘭登書屋，1961年
- 弗朗茨·波克諾（英语：Franz Borkenau），《極權的敵人》（The Totalitarian Enemy），倫敦Faber and Faber，1940年
- 卡尔·迪特里希·布拉赫，《極權主義的爭議概念》（The Disputed Concept of Totalitarianism）
  - 11-33頁來自《重新思考極權主義》（Totalitarianism Reconsidered），Ernest A. Menze修訂，紐約Port Washington/倫敦Kennikat Press，1981年，ISBN 978-0-8046-9268-7
- 米歇爾·福柯，《生物政治學的誕生》（The Birth of Biopolitics）
- 卡尔·约阿希姆·弗里德里希與兹比格涅夫·布热津斯基，《極權獨裁與專制》（Totalitarian Dictatorship and Autocracy），1967年第2版
- 哲列夫, 《法西斯主義》（The Fascism）, 1982年
- 蓋·赫米特（Guy Hermet）、皮埃爾·哈斯內（Pierre Hassner）與雅克·拉普尼克（Jacques Rupnik），《極權主義》（Totalitarismes），巴黎Éditions Economica，1984年
- 艾博特·格里森（Abbott Gleason），《極權主義：冷戰的秘密歷史》（Totalitarianism : The Inner History Of The Cold War），牛津大學出版社（紐約），1995年，ISBN 978-0-19-505017-2
- 珍妮·柯派翠克（英语：Jeane Kirkpatrick），《獨裁與雙重標準：政治學中的理性主義與理智》（Dictatorships and Double Standards: Rationalism and reason in politics），1982年
- 沃爾特·拉克（英语：Walter Laqueur），《革命的命運：對蘇聯從1917年至今歷史的解讀》（The Fate of the Revolution Interpretations of Soviet History From 1917 to the Present），倫敦Collier Books，1987年，ISBN 978-0-02-034080-5
- 胡安·林茲與阿爾弗雷德·斯泰潘（Juan Linz & Alfred Stepan），《民主轉型與穩固之困：南歐、南美與共產主義後的歐洲》（Problems Of Democratic Transition And Consolidation: Southern Europe, South America, And Post-Communist Europe），巴爾的摩約翰霍普金斯大學出版社，1996年，ISBN 978-0-8018-5157-5
- 路德維希·馮·米塞斯，《全能政府：全能國家與全面戰爭的崛起（英语：Omnipotent Government: The Rise of the Total State and Total War）》，1944年
- 伊萬·默瑞（Ewan Murray），《閉嘴：極權主義的傳說》（Shut Up: Tale of Totalitarianism），2005年
- 斯坦利·G·佩恩（英语：Stanley G. Payne），《法西斯主义的历史》（A History of Fascism），Routledge，1996年
- 理查德·派普斯，《布爾什維克政權統治下的俄國》（Russia Under the Bolshevik Regime），蘭登書屋Vintage Books,，1995年，ISBN 978-0-394-50242-7
- 羅伯特·朱林（英语：Robert Jaulin），《極權的宇宙》（L'Univers des totalitarismes），巴黎Loris Talmart，1995年
- 魯道夫·洛克爾（英语：Rudolf Rocker），《民族主義與文化（英语：Nationalism and Culture）》，1937年
- 喬萬尼·薩托利，《再談民主理論》（The Theory of Democracy Revisited），漆咸樓，1987年
- 沃爾夫甘·索爾（Wolfgang Sauer），《國家社會主義：極權主義還是法西斯主義？》（National Socialism: totalitarianism or fascism?）
  - 404-424頁來自《美國歷史評論》（The American Historical Review），73冊，第2號，1967年12月
- 列昂纳德·夏皮罗（英语：Leonard Schapiro），《極權主義》，倫敦The Pall Mall Press，1972年
- 雅各布·托曼，《極權民主的起源》（The Origins of Totalitarian Democracy）
- 斯拉沃熱·齊澤克，《有沒有人說極權主義？》（Did Somebody Say Totalitarianism?），倫敦Verso，2001年
- 馬爾切洛·索斯·凱勒（Marcello Sorce Keller），《爲什麽音樂如此具有意識形態，為何極權國家對它如此重視：基於歷史與社會科學的個人觀點》（Why is Music so Ideological, Why Do Totalitarian States Take It So Seriously: A Personal View from History, and the Social Sciences），Journal of Musicological Research， XXVI，no. 2-3，91-122頁，2007年

## 外部連結
- Totalitarianism（一篇介紹極權主義這一術語之起源與涵義的文章，給出了許多20世紀的範例和極權與威權主義的對比）（英文）